# 바니시

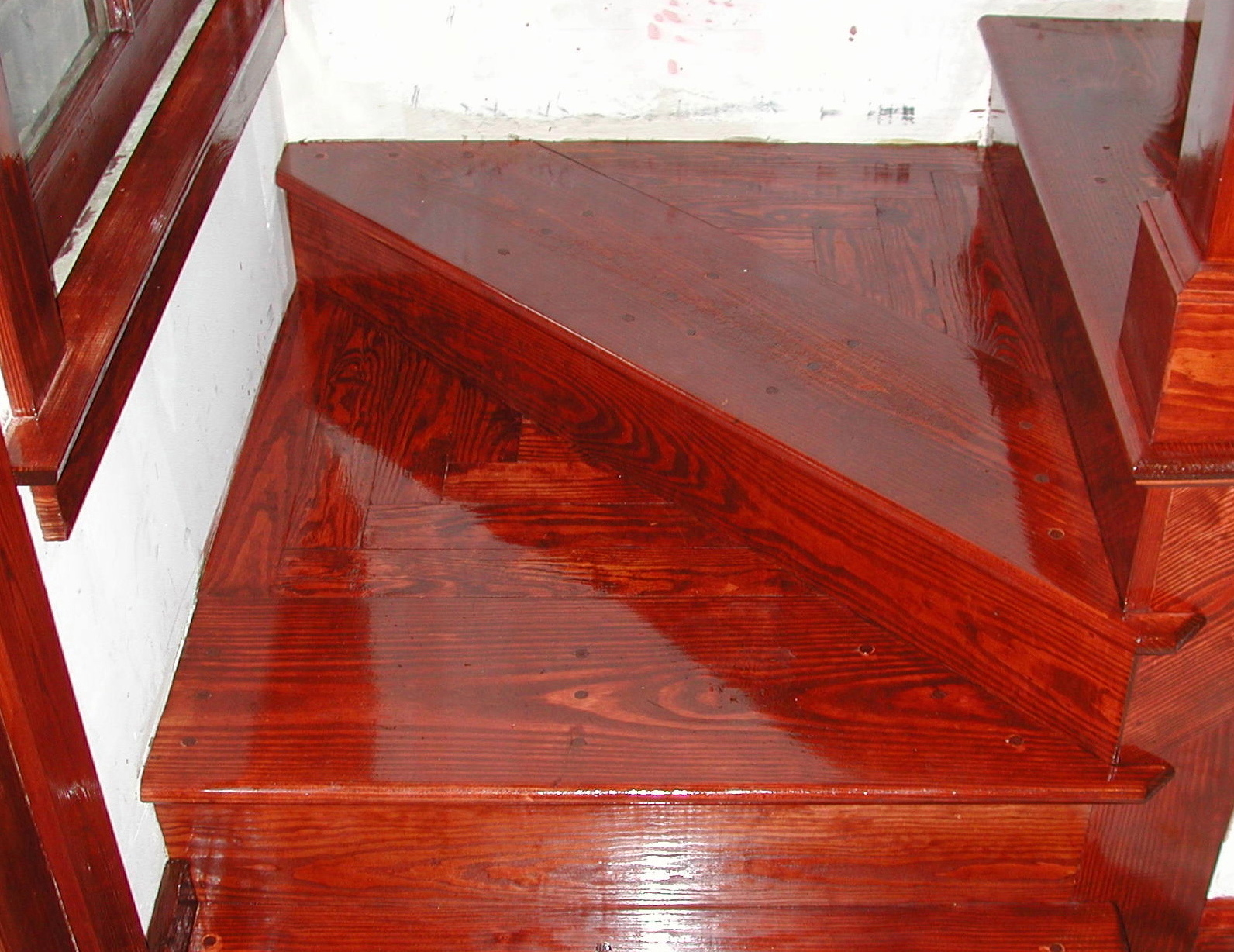
나무계단에 바니시 처리가 되어 있는 모습

바니시(영어: varnish)는 목재 및 기타 소재의 표면처리에 사용되는 투명한 도료이다. 니스라고 하기도 하는데, 이는 바니시의 일본 명칭인 와니스(ワニス)를 니스라고 부르는 데서 유래했다.
휘발성 바니시와 유성(油性) 바니시로 나뉜다. 전통적으로 바니시는 건성유(乾性油, drying oil), 수지, 시너 혹은 용매를 결합하며 만들어지고, 주로 광택을 내기 위해 사용되는데, 각 재료의 혼합비에 따라 용도와 성능을 조절할 수 있다.
바니시는 미색(微色, 엷은 색)을 띄거나, 무색으로 투명한 성질이 있고, 안료를 섞지 않는데, 이는 대개 일정량의 안료를 넣어 반투명하거나 불투명한 성질을 갖는 우드스테인이나 페인트와 비교되는 점이다. 바니시는 소재 가공의 마무리 공정에서 광택과 보호의 목적으로 우드스테인 위에 얇게 칠하여 사용하기도 한다. 일부 제품은 바니시와 스테인을 합쳐서 판매되기도 한다.

## 어원
바니시(Varnish)라는 단어의 어원은 라틴어의 Vernix(냄새가 나는 수지), 그리고 그리스의 "Berenice"(오늘날 리비아의 Benghazi)이다. 이 곳은 수지를 이용해 만든 바니시를 처음 사용한 곳으로, Berenice는 그리스 단어 phero(가져오다)에 nike(승리)가 더해져 이루어졌다.

## 경화
바니시는 용매가 증발하면서 공기 중에서 바니시의 구성요소인 기름이 화학반응(산화)을 일으켜, 액체 상태에서 끈적해지다가 결국에는 굳어져 하나의 막을 형성하는 경화(硬化) 현상이 나타난다. 아크릴과 같은 친수성 바니시는 물에 의해 건조되는데, 건조시간이 긴편이다.
또한 바니시의 건조에는 주변의 온도와 습도가 큰 영향을 끼친다. 바니시의 건조시간은 햇볕또는 자외선 노출에 노출시키거나, 열을 가하면 빨라질 수 있다. 고전적인 바니시는 건조속도를 사용하는 기름의 종류 그리고, 기름과 수지의 비율로 조절한다.
많은 바니시가 유기용매 또는 기름 또는 수지로 의존해 만들어지는데, 액체상태에서 높은 가연성을 가진다. 모든 건성유, 특히 알키드 수지와 단일구성요소로 된 폴리우레탄은 경화과정에서 열을 낸다. 따라서, 만약 바니시를 열을 발산하기 어려운 컨테이너 같은 곳 등에 적재할 경우 화재의 위험이 커진다.

## 전통적 바니시의 성분

### 건성유
건성유(乾性油, drying oil)는 아마씨 기름, 유동나무 기름, 호두 기름 등으로, 이 기름들은 많은 고도 불포화 유지(油脂)와 지방산을 함유하고 있으며, 산소와 반응하여 굳어지는 건조성이 크다.

### 수지
바니시에 사용되는 수지(樹脂, resin)로는 다음과 같다.
- 호박(琥珀) 수지
- 카우리 소나무 수지
- 다마르 수지
- 코펄 수지
- 송진
- 샌드락 나무 수지
- 발삼 수지
- 엘레미 수지

### 테레빈유(油) 용매
전통적으로 자연적 테레빈유(Turpentine or solvent)가 시너나 용매로 이용되었다. 그러나 몇몇 광물을 기반으로한 테라핀 대체제인 백유(白油, white spirit) 또는 페인트시너(paint thinner), 미네랄 스피릿(mineral spirit)으로 대체되었다.

## 종류

### 바이올린
바이올린(Violin)은 프라이머, 초벌용, 가루, 안료 그리고 마감칠 용도로 사용된다. 일부에서는 칠을 복원하거나 바꾸는데에는 알코올 (또는 용해성) 바니시만을 사용하기에 가치를 낮게 본다. 호두 기름이나 아마씨기름 같은 건성유, 호박, 코펄, 로진, 또는 다른 수지와 함께 사용할 수 있다.
정제 수지로 일반적으로 반투명의 고체수지를 용매없이 녹여낸 걸죽한 기름수지로 만들어 칠할 수 있게 한다. 바이올린은 최종 공정에서 베린세 비안카(달걀 흰자와 아라비아 검)를 초벌도료나 가루형태로 사용된다.

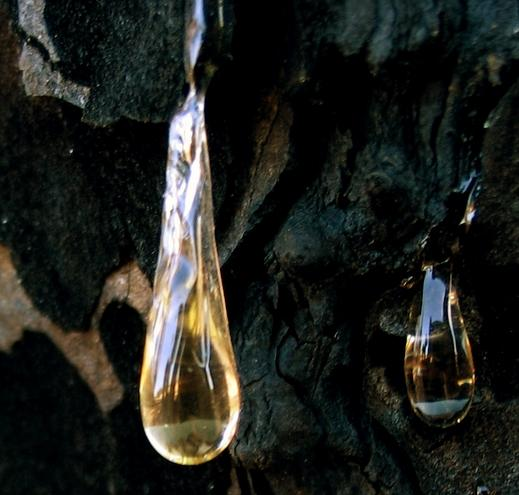
송진. pine resin.

### 송진
대부분의 송진(Resin)이나 고무진으로 된 바니시는 자연상태의 식물이나 벌레를 녹여내어 만든다. 주정 바니쉬나 솔벤트 바니시로 불리는 것은 알콜, 테레빈유, 석유를 기본 용매로 삼는다.
일부 송진은 알콜과 테레빈유 모두에서 용해되기도 한다. 일반적으로 석유 용매 i.e mineral spirit 또는 페인트 시너가 테레빈유를 대신 할 수 있다. 송진은 호박, 다마르, 코펄, 송진, 샌드락, 엘레미, 벤조인, 매스틱, 발삼, 셸락, 다수의 래커 등을 포함한다. 석탄송진은 2차 구성요소로 어느정도 니스와 페인트에 들어있다.
시간이 지남에 따라, 많은 종류의 관련된 수지·기름·왁스 등의 성분에 대한 조합방법이 개발되었다. 이것들은 좋은 악기를 만드는데 영향을 끼친다고 믿어져 기밀사항이 되기도 했다. 여러 재료의 상호작용을 예상하고, 또 재연하여 바니시를 만드는 것은 어려운 일이기에, 노련한 마무리 작업 기술자는 그에 따르는 보상을 받았다.

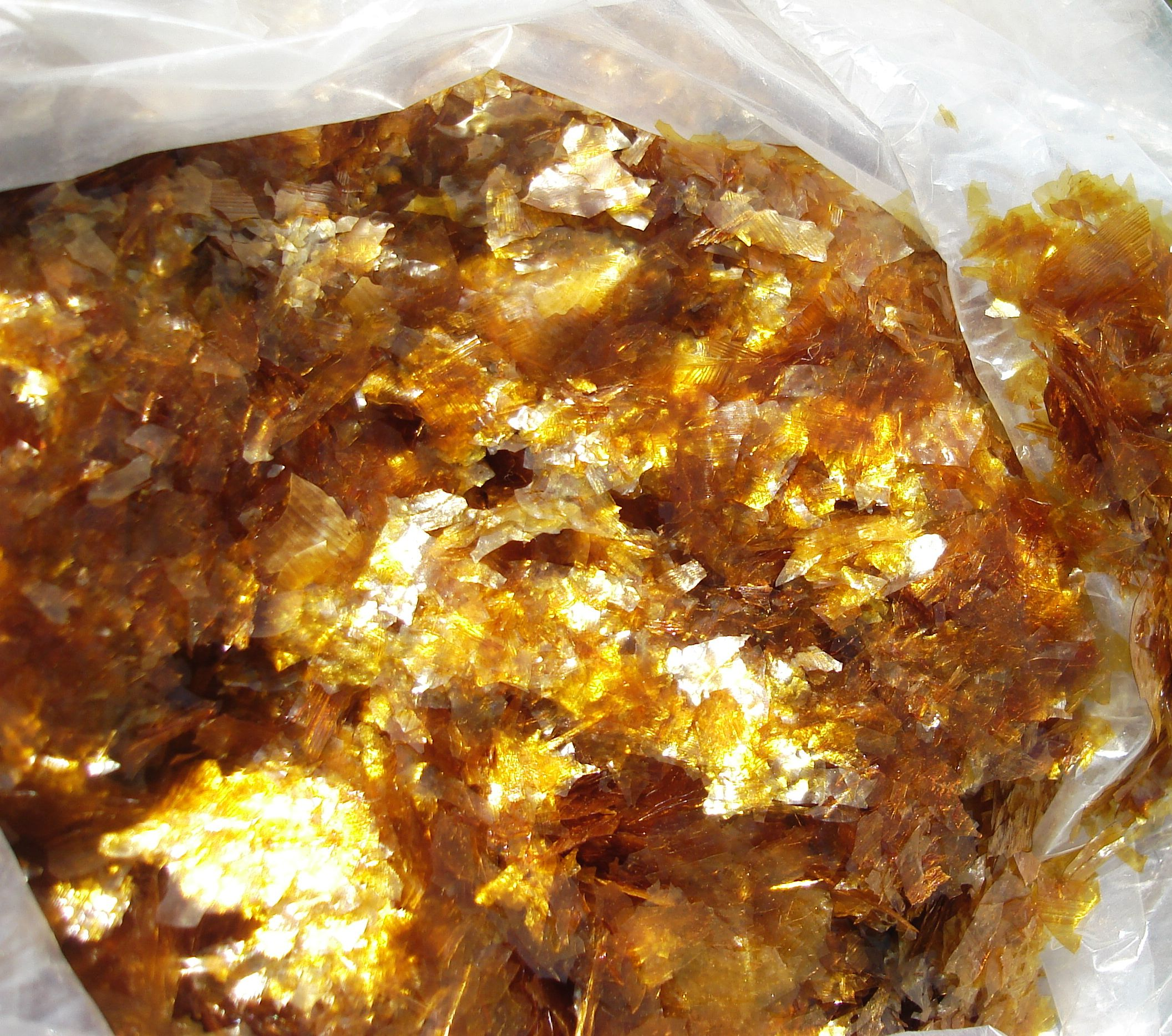
shellac.

### 셸락 (Shellac)
셸락은 알콜에 용해되는 단일요소의 수지 바니시로 폭넓게 사용된다. 하지만 외부나 욕실, 싱크같은 반복적으로 물에 닿는 곳에는 사용하지 않는다. 셸락의 잘부숴지고 벗겨지는 랙 벌레의 암컷인 케리아 락카의 조각이다. 아삼과 타이의 숲에 발견되며, 수확철에 나무껍질에서 발견할 수 있다. 채집된 셸락은 대개 깨끗하거나 호박, 오렌지 색이며, 일반적으로 US1 갤런에 3파운드를 넣어 가공한다. 루비나 노란빛을 띄는 경우 특성있는 안료로 공급된다.건조된 셸락은 깨끗한 조각으로 "스티클랙", "버튼 랙" 또는 "시드랙"으로 이용 가능하다.

### 알키드
오늘날 영리목적으로 생산된 많은 바니시는 알키드(Alkyd) 수지를 이용한다. 알키드 수지는 화학적으로 식물성 기름을 조절하기 좋아 다양한 상황에 맞춰 경화속도를 조절할 수 있고, 기본적으로 빠르게 경화시킬 수 있다. 고가이지만, 고품질의 기름과 알키드를 이용해 만든 바니시로 외부작업을 하면, 광택은 물론 보존성과 내구성을 더할 수 있다. 다양한 수지가 알키드와 혼하여 상업적으로 이용되고 있다.

### 스파 바니시
스파 바니시(Spar varnish)는 본래 바다와 날씨의 영향으로부터 배의 목재를 보호하기 위해 사용되었다. 이를 위해서는 기본적으로 내수성이 요구되며 동시에 탄성에 대한 요구가 필요했는데, 이 부분을 충족하는 스파 바니시는 배가 날씨에 영향을 덜 받고, 내수성을 갖도록 하였다. 본래 사용 목적이 광택과는 거리가 있어 외관이나 광택이 다른 것들에 비해 떨어지는 편이었는데, 이를 개선하기 위해 백유나 페놀수지를 사용하기도 한다.
처음 개발당시에도 자외선에 대한 저항성이 좋았다. 이후 현대적 수지를 합성한 이후에도 저항성과 광택을 유지했다. 탄성은 부족하나, 외부에서 사용하는데 있어 유용하다. 거칠다는 인식이 있으나, 스파 바니시는 광택과, 자외선 방지라는 장점을 가지며 시장에서 팔린다. 이러한 사항은 사용환경과 개별 제품의 물성에 따라 차이가 있을 수 있으며, 최근에는 탄성까지도 갖추게 되었다.

### 건성유
건성유의 아마씨기름이나 백유 같은 것이고, 현대에서 사용하기에 바니시의 역할을 수행하기가 어렵다. 건성유는 공기중에서 산소와 고도 불포화 유지가 반응하여 열을 발생하며 경화된다. 원래 바니시는, 알콜이나 테레빈유 중 적당한 용매로 수지를 용해하여 만든 것을으로 이전 세기에서는 빠른 경화를 기름의 종류에 따라 다르다고 여겼으나, 실제로는 용매에 달렸다.
가공하지 않은 건성유는 주변의 온도나 기타 환경에 따라 몇주 혹은 몇개월의 경화시간이 필요하다.
현대적 관점에서 만들어져 중합된 건성유는 24시간 이내의 경화시간을 필요로 하며, 경화과정에서 상당한 기간 무독성 부산물을 방출한다.

## 폴리우레탄
폴리우레탄(Polyurethane) 바니시는 일반적으로 딱딱하고, 내마모성과 내구성을 가진다. 나무 마룻바닥의 마무리 공정에 인기가 있지만, 시공 자재의 물성에 따라 결정해야 한다.
폴리우레탄은 특정 알키드수지와 비교해 보았을 때 일반적으로 더 강한 막을 형성한다. 간단한 기름이나, 셸락에 비교하여 폴리우레탄이 더 강한 방수효과를 갖고, 광택을 낸다. 그러나 일반적으로 폴리 우레탄 막은 열을 받거나 충격을 받으면 더 약할 수 있어, 막이 균열이 가거나 떨어져 나갈 수도 있다.
장시간 햇빛에 노출되거나, 소나무처럼 부드러운 나무들 같은 경우 역시 폴리우레탄의 낮은 침투력으로 인해 나무에 스미지 못해 본연의 목적을 달성하기 어렵다. 하여 다양한 기름으로 이같은 문제점을 해결하여 목적에 맞게 변환사용한다.
폴리우레탄의 광택도는 손으로 비비는 경우나, 아마씨기름, 백유와 비교해 부족할 수 있다. 그러나 더 빠르게, 더 두꺼운 막을 형성한다. 천천히 경화시킬 수도 있다. 장시간 부산물이 방출되기 때문에 공기에 오랫동안 노출시켜 부산물을 증발 시켜야한다.
건성유의 경화와 증발이 알키드 수지와 달리 다양하게 반응하고 혼합되며, 수분과 반응하여 굳어지기도한다.특정 폴리우레탄 제품은 결합적 요소를 가지는데, 기름을 바꾼 폴리우레탄의 경우 방수성이 좋고, 광범위한 마룻바닥에 적용될 수 있다.
폴리우레탄은 외부에서의 사용도 가능하지만, 자외선에 따르는 문제가 있다. 하지만, 그것은 거의 모든 수지의 바니시에서 나타난다. 폴리우레탄의 물성은 2~4년간 서서히 떨어지므로 관리·유지·보수할 필요가 있다.

### 래커
래커(Lacquer)는 순간 접착형 바니시와 용제형 바니시, 페인트를 가리킨다. 래커는 셸락과는 달리 알코올에 용해되지 않으며, 아세트산 부틸과 크실렌 또는 톨루엔과 같이 인화성이 높은 시너에서만 용해된다. 래커는 보통 연소의 위험을 최소화하기 위해 스프레이 형식으로 뿌린다. 미국 이외의 지역에서는 바니시를 칠한 이후 래커를 칠하는 것을 경험 법칙으로 삼는다. 목재 가구는 대개 래커를 칠한 경우가 많다.

### 아크릴
아크릴(Acrylic)은 광택이 떨어지며, 친수성을 갖는 바니시이다. 거의 무색이며, 일반적으로 기름이 침투하지 않는다. 솔벤트에 잘 녹지 않는다. 자외선 저항성이 좋아, 선택적으로 외부 전시 예술품에 사용된다.

### 투파트
투파트(Two-Part)의 경우 여러 가지 에폭시 수지는 바니시나 바닥과 같은 두 가지 요소와 직접적으로 혼합한 경우가 있다. 두 가지 요소는 대개 동일한 양이며, "A 부분"과 "B 부분"으로 나뉜다. 진정한 폴리우레탄은 두 가지 요소를 통해 완성된다. 모든 투파트 에폭시 수지는 "포트라이프"나 "워킹타임"과 같은 에폭시를 사용한다. 포트 라이프는 보통 몇 시간 동안 높은 온도에 의존하지만 약간의 문제가 일어난다. 포트라이프와 워킹타임 모두 수성 에폭시 수지와 용해성 에폭시 수지가 사용된다.

## 개선된 바니시의 장·단점
일반적으로 바니시 작업시, 좀 더 빠르고, 단단히 굳어져 마무리 짓기를 원한다. 이에 수지와 산성 촉매 두 두분에서 변화가 일었다. 바로 아미노 수지 'alkyd'의 혼합과 산성 촉매 비율의 변화이다.
이같은 변화를 주어 황변현상을 최소화하면서 속건성을 얻었으나, 단점이 생겼다. 우선, 경화 과정에서 독성 발암물질인 포름알데이드이 방출되게 되었다는 점과, 빠른 경화로 인해 잦은 덧칠은 도막의 표면에 금을 생기게 할 수 있다는 점이다.

## 같이 보기
- 옻칠
- 용매

## 참조
- Bob Flexner (1993). Understanding Wood Finishing: How to Select and Apply the Right Finish. Rodale Press: Emmaus, PA.

### 악기를 위한 바니시
- Varnish for Violins and similar instruments (archive.org)
- Instructions for Making an Acoustically Proven Varnish Using only Five Ingredients by Keith Hill